# Studeno Buce, Montana
Studeno Buce (în bulgară Студено Буче) este un sat în comuna Montana, regiunea Montana,  Bulgaria. 

## Demografie
Componența etnică a satului Studeno Buce
     Nicio identificare (1,79%)
     Bulgari (80,27%)
     Romi (17,92%)
     Turci (0%)
La recensământul din 2011, populația satului Studeno Buce era de 502 locuitori. Din punct de vedere etnic, majoritatea locuitorilor (80,27%) erau bulgari, cu o minoritate de romi (17,92%). Pentru 1,79% din locuitori nu este cunoscută apartenența etnică.